# Joseph Ransohoff
Joseph Ransohoff (geb. 1. Juli 1915 in Cincinnati; gest. 30. Januar 2001 in Tampa) war ein Pionier auf dem Gebiet der Neurochirurgie. Er bildete in den USA zahlreiche Neurochirurgen aus. Als Professor und Arzt der New York University gründete Ransohoff eine der weltweit ersten Intensivstationen für Neurochirurgie. In diesem Zusammenhang leistete er Pionierarbeit bei der Entwicklung und Anwendung neuroradiologischer Methoden zur Diagnose und Behandlung von Hirntumoren. Darüber hinaus konzentrierte sich Ransohoff auf die Forschung im Bereich der pädiatrischen Neurochirurgie.

## Leben
Ransohoff stammte aus einer Chirurgenfamilie. Er studierte an der Harvard University und erhielt 1941 seinen Abschluss in Medizin an der University of Chicago. Danach begann er seine klinische Ausbildung mit einer Residency in Chirurgie am Cincinnati General Hospital, diente zwei Jahre auf dem europäischen Kriegsschauplatz im Zweiten Weltkrieg und setzte dann seine Residency in Neurologie und Neurochirurgie am Montefiore Hospital in New York City fort, die er 1949 abschloss. Anschließend lehrte an der Columbia University und praktizierte am New York Neurologic Institute des Presbyterian Hospital. Ab 1961 lehrte er an der New York University School of Medicine und war dort Chairman der Abteilung Neurochirurgie, was er dreißig Jahre lang bis zu seiner Pensionierung blieb. Er sorgte 1963 für die Einführung der Position eines Neuroradiologen, bis dato mussten Neurochirurgen die Bildgebung selbst durchführen. Um 1968 führte Ransohoff die Embolisation zur Behandlung inoperabler arteriovenöser Malformationen ein, zwei Jahre später erlaubte er seinem Mitarbeiter Irvin I. Kricheff, eine Embolisation erstmals mit einem Katheter durchzuführen. Nach seiner Pensionierung bot ihm der Chefneurochirurg der University of South Florida David Cahill eine Stelle an. Mit 77 Jahren zog Ransohoff nach Tampa in Florida und entwickelte das Department of Neurosurgery am James A. Halley Veterans’ Hospital.
Ransohoff fungierte als medizinischer Berater der in den 1960er Jahren populären Fernsehserie Ben Casey. Die Autoren der Serie verwendeten offenbar auch Charakterzüge Ransohoffs für die Hauptfigur der Serie.
Ransohoff war zweimal verheiratet. Mit beiden Frauen hatte er je einen Sohn und eine Tochter. Joseph Ransohoff war ein Cousin des Regisseurs und Filmproduzenten Martin Ransohoff und verwandt mit dem gleichnamigen, 1853 geborenen Chirurgen Joseph Ransohoff.

## Ehrungen
In Anerkennung seiner Lebensleistung ist ein Lehrstuhl für Neurochirurgie an der New York University nach Joseph Ransohoff benannt. Ransohoffs Lebensleistung wurde ferner durch die Anerkennung als Ehrenmitglied der American Society of Neuroradiology gewürdigt.
Das Buch Brain Surgeon: An Intimate View of His World (ISBN 0-8041-0957-5) von Lawrence Shainberg basiert auf seinem Leben.